# Puppet Master (Marvel)
De Puppet Master, echte naam Phillip Masters, is een fictieve superschurk uit de strips van Marvel Comics, en een vijand van de Fantastic Four. Hij verscheen voor het eerst in Fantastic Four aflevering 1 #8, waarin hij werd bedacht door Stan Lee en Jack Kirby. Zijn oorsprong werd verteld in Marvel Team-Up aflevering 1 #6.

## Biografie
De Puppet Master gebruikt radioactieve klei om poppen te maken die gemodelleerd zijn naar echte mensen. Deze kan hij vervolgens beheersen door van de pop een marionet te maken. Vermoedelijk beschikt hij ook over psionische krachten die hem hierbij helpen.
Puppet Master is de stiefvader van Alicia Masters, een blinde vrouw die lange tijd het liefje was van Thing.
Phillip Masters, de man die ooit de Puppet Master zou worden, werd geboren in een kleine Balkannatie. Hij verhuisde als jonge man naar de Verenigde Staten. Na zijn studie te hebben afgemaakt ging hij in zaken met Jacob Reiss. Phillip was echter jaloers op Reiss’ rijkdom en familie, en besloot zijn werkplaats te saboteren. Reiss betrapte hem en toen de twee op de vuist gingen werd Reiss per ongeluk gedood door een explosie. Reiss’ dochter, Alicia, werd ook door de ontploffing getroffen. Dit maakte haar blind.
Door te doen alsof de explosie en ongeluk was begon Phillip een relatie met Reiss' vrouw Marcia, en adopteerde Alicia. Toen Marcia stierf werd het allemaal te veel voor Phillip en hij verloor zijn verstand. Rond dezelfde tijd begon hij te experimenteren met radioactieve klei en ontdekte dat hij hiermee controle kon krijgen over het lichaam van iemand. Hij maakte al snel plannen voor wereldoverheersing, maar werd gestopt door de Fantastic Four.
Eenmaal werd gedacht dat hij omkwam toen hij uit het raam van een hoog gebouw viel, maar later bleek hij dit op wonderbaarlijke wijze te hebben overleefd. Puppet Master ontliep later de dood nog veel vaker, en overleefde onder andere bomexplosies, verdrinking en zelfs de aanval van een reuzeninktvis.
Hij was geregeld een bondgenoot van de Mad Thinker en Dr. Doom. Tweemaal probeerde Puppet Master zijn criminele leven achter zich te laten, maar dit mislukte. Gedurende de Civil War creëerde hij een groot gevecht tussen voor en tegenstanders van de registratiewet voor supermensen.

## Krachten en vaardigheden
Puppet Master heeft zelf geen bovenmenselijke vaardigheden, maar was ooit een briljante bioloog. Hij is een zeer getalenteerde kunstenaar en bedreven in experimentele wetenschap. Zijn grootste kracht was zijn gave om marionetten te maken gemodelleerd naar echte mensen, en die mensen hiermee te beheersen. Hoe hij dit precies deed werd nooit in details verklaard, behalve dat hij een soort radioactieve klei gebruikte. Er zijn echter vermoedens dat de Puppet Master over psionische krachten beschikt. De klei kwam van Wundergore Mountain, Transia, valk bij de gevangenis van Chthon.

## Puppet Master in andere media
- De Puppet Master maakte zijn animatiedebuut in de The Incredible Hulk animatieserie uit 1982. Hij verscheen in de aflevering Bruce Banner: Unmasked waarin hij zowel de Hulk als enkele burgers van Metro City in zijn macht krijgt.

- De Puppet Master verscheen in de Fantastic Four animatieserie uit 1994, waarin hij controle nam over Thing en hem gebruikte om Invisible Woman te vangen. Net als in de strips viel hij uiteindelijk uit een raam, maar er werd niet onthuld of hij dit overleefde of niet. Zijn stem werd gedaan door Neil Ross.

- De Puppet Master verscheen in het Fantastic Four videospel uit 2005, waarin zijn stem werd gedaan door James C. Mathis III. Hoewel je als speler niet rechtstreeks tegen hem vecht, stuurt hij wel enkele museumstukken (zoals mummies en dinosaurussen) op de Fantastic Four af.

- De Puppet Master zal volgens geruchten voorkomen in de momenteel lopende Fantastic Four animatieserie. Zijn stem zal worden gedaan door Alvin Sanders.

- Er zijn ook geruchten dat Puppet Master voor zou komen in de tweede Fantastic Four film, maar gedurende een interview wilde Tim Story hier niets over loslaten.